# 西庇阿 (印第安納州)
西庇阿（英語：Scipio）是位於美國印地安納州詹寧斯縣的一個人口普查指定地區。

## 人口
根據2010年美國人口普查的數據，西庇阿的面積為3.03平方千米，當中陸地面積為2.97平方千米，而水域面積為0.06平方千米。當地共有人口153人，而人口密度為每平方千米50.5人。